# Copella arnoldi
El piratanta es la especie de peces Copella arnoldi de la familia Lebiasinidae, en el orden de los Characiformes.

## Morfología
Los machos pueden llegar alcanzar los 3,4 cm de longitud total.

## Hábitat
Es un pez de agua dulce y de  clima tropical

## Distribución geográfica
Se encuentran en Sudamérica: desde las Guayanas hasta la desembocadura del río Orinoco, incluyendo el curso bajo del río Amazonas.

## Alimentación
Come gusanos, insectos y crustáceos.